# 檀園風俗図帖
檀園風俗図帖は、李氏朝鮮の画家金弘道が描いた、25図からなる風俗画である。韓国国立中央博物館が所蔵している。

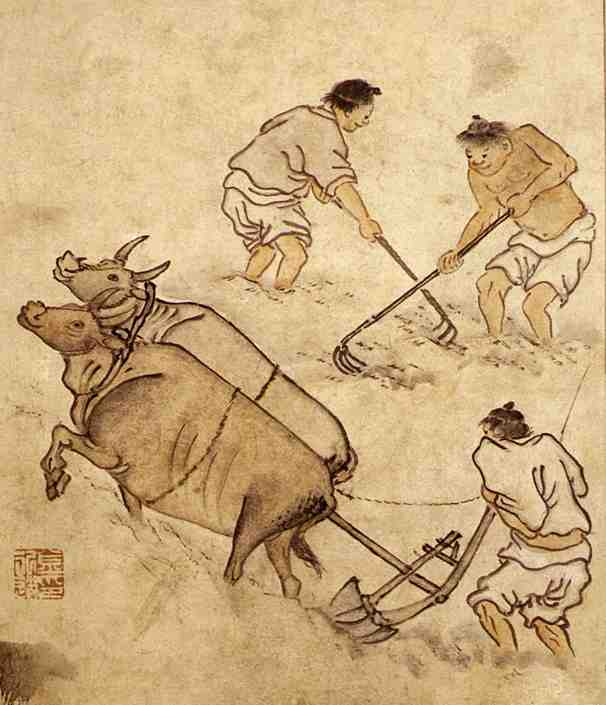
耕作
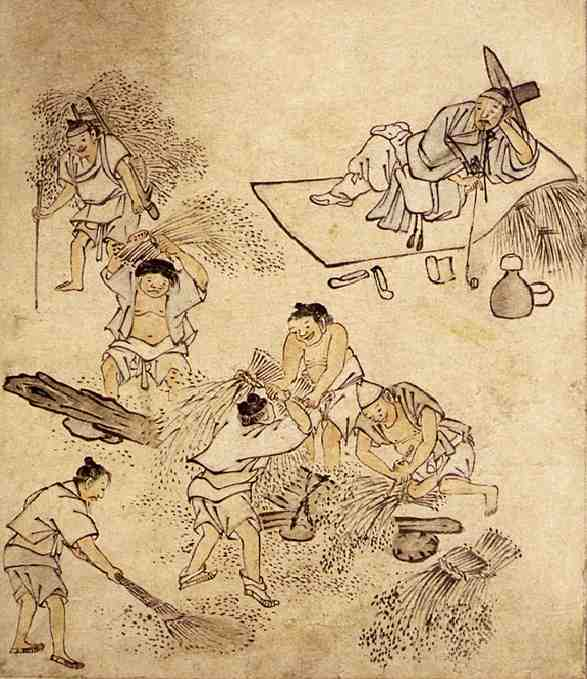
打作（脱穀）
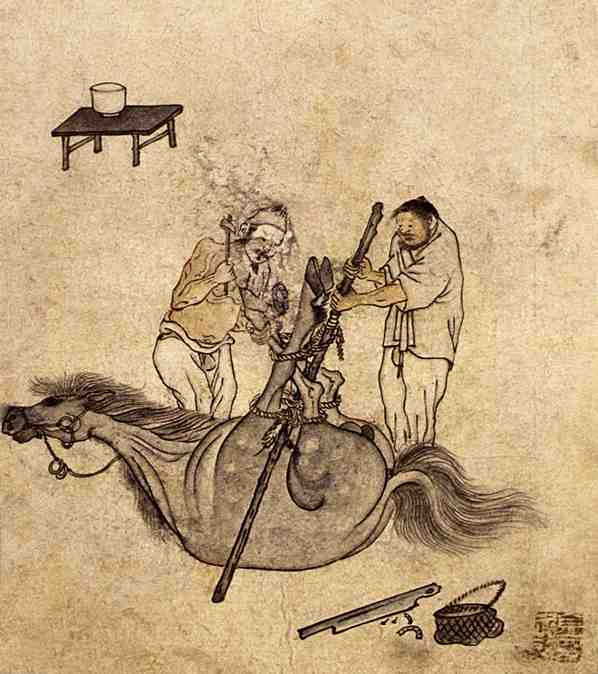
蹄鉄打ち
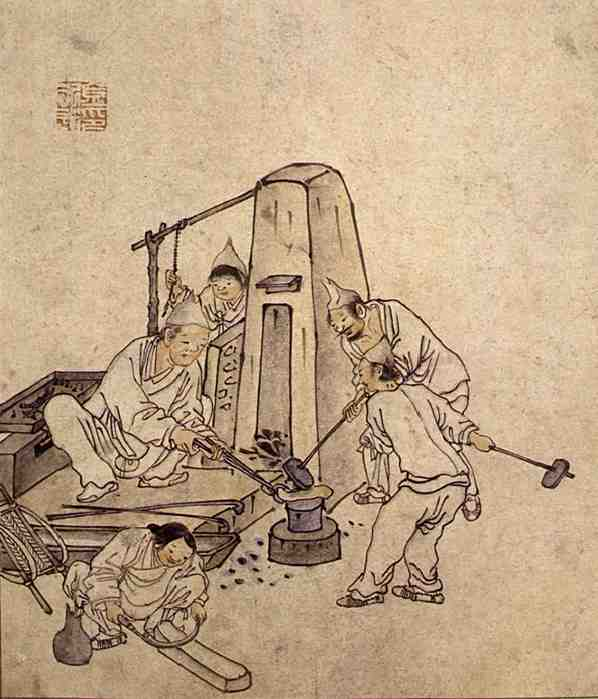
鍛冶屋
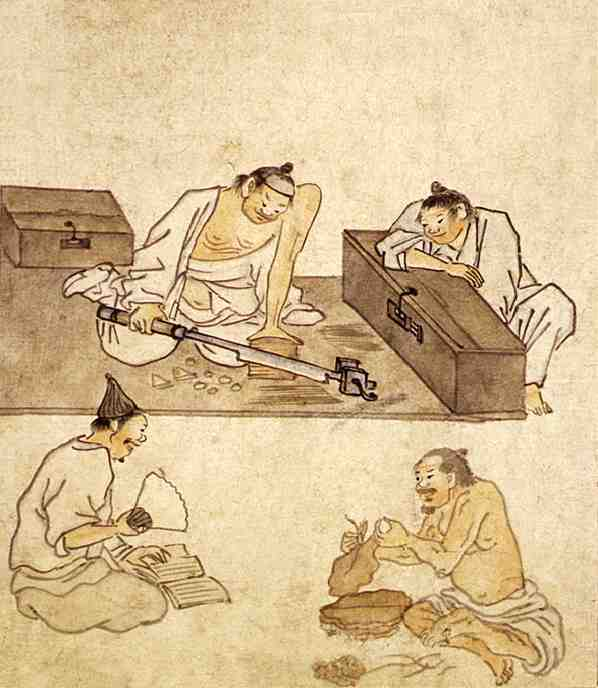
タバコ刻み
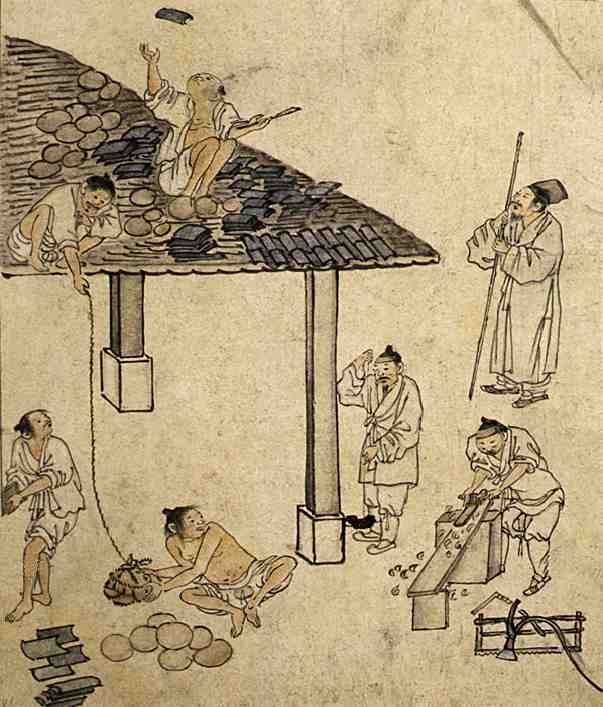
瓦葺き
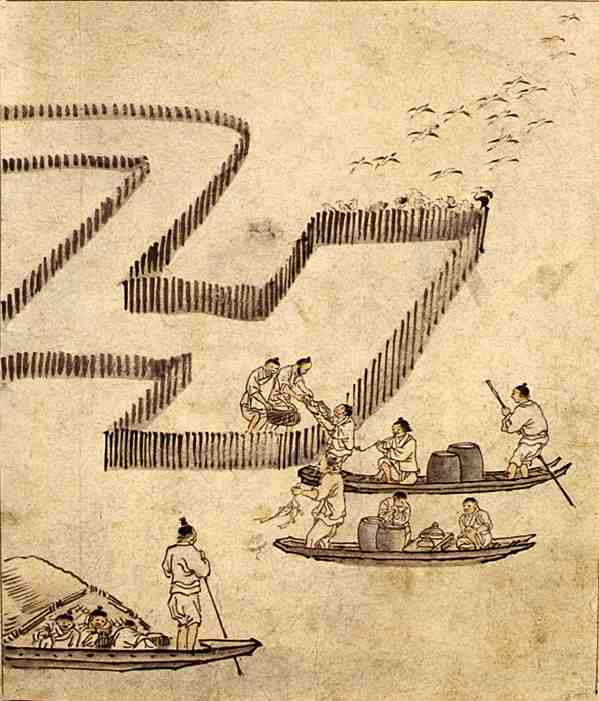
漁場
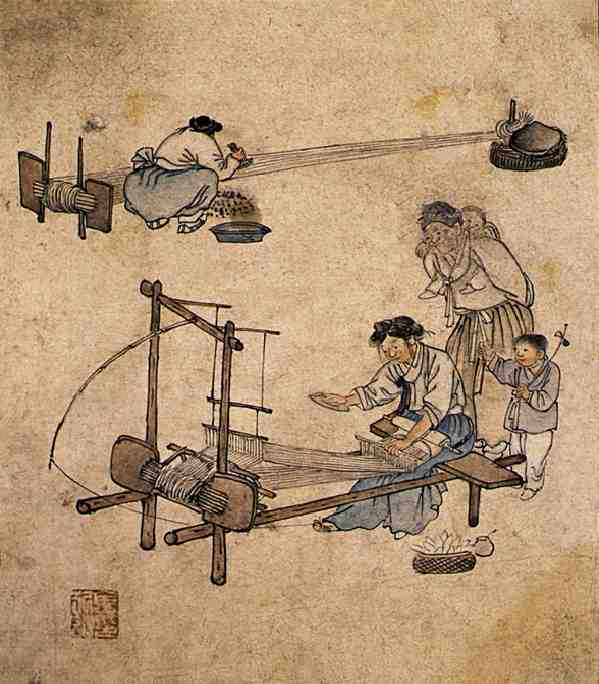
機織り
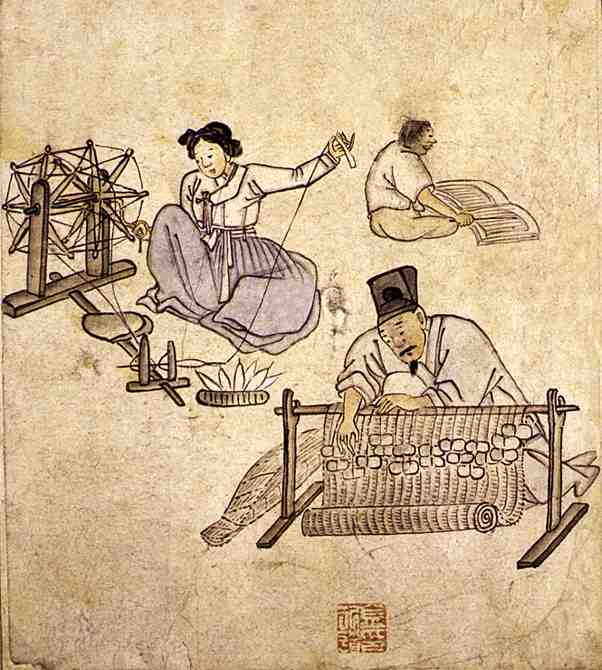
莚編み
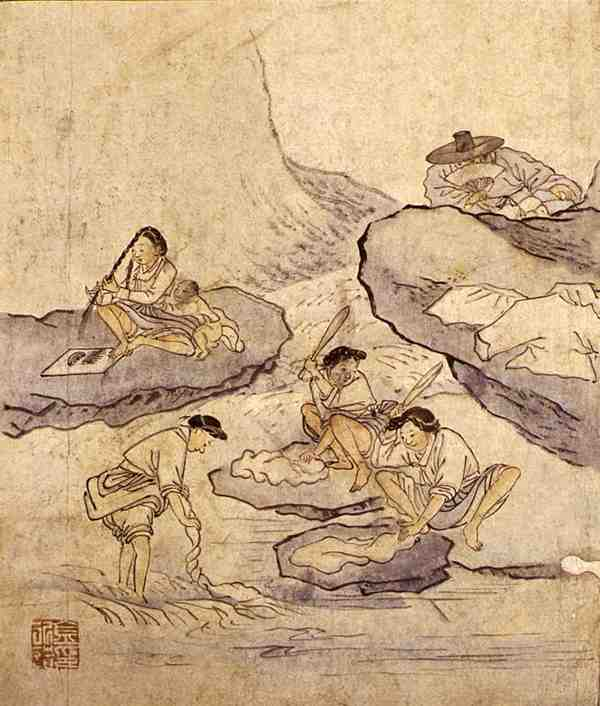
洗濯場
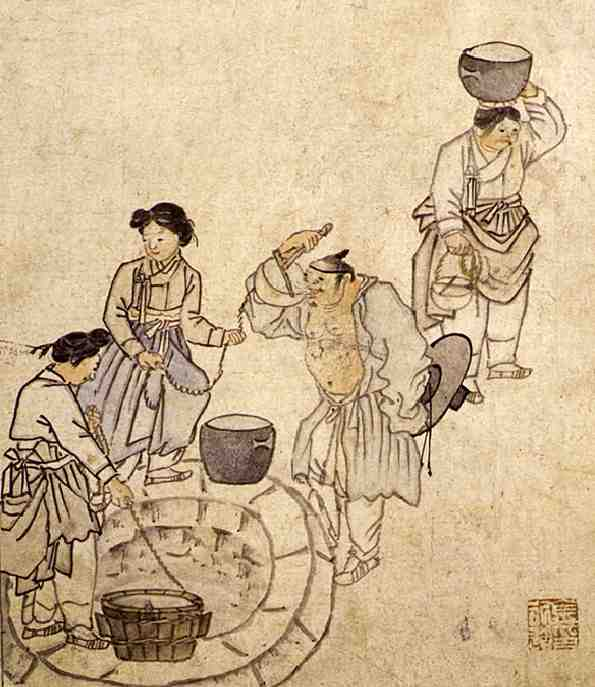
井戸端
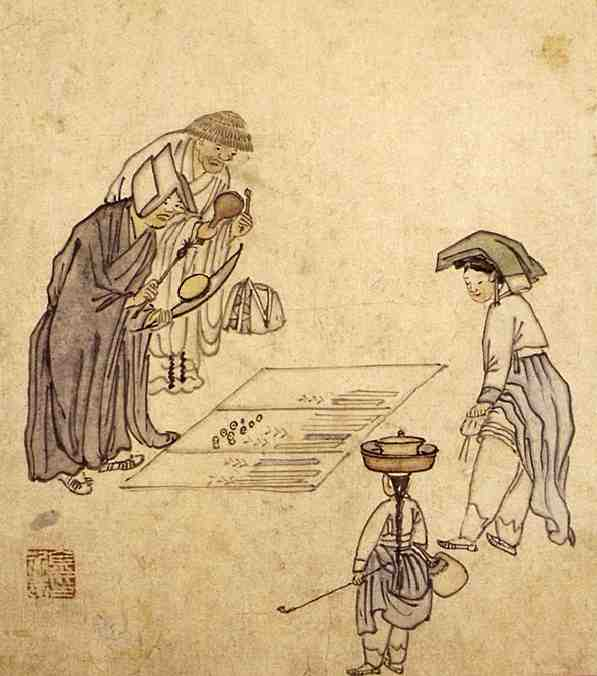
占卦
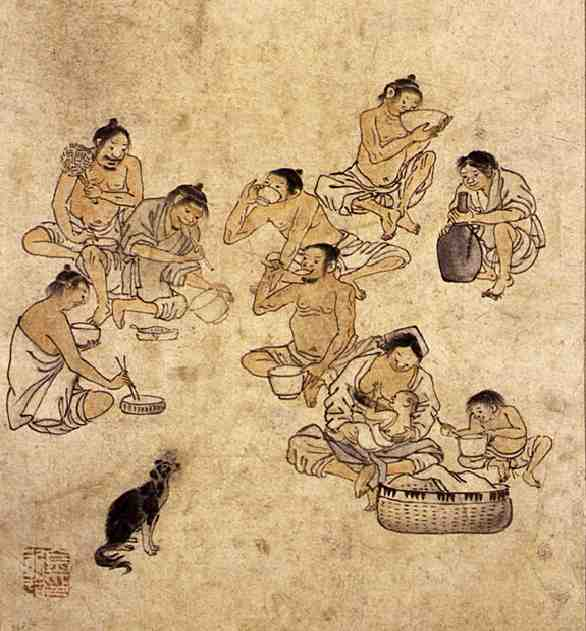
点心（昼食）
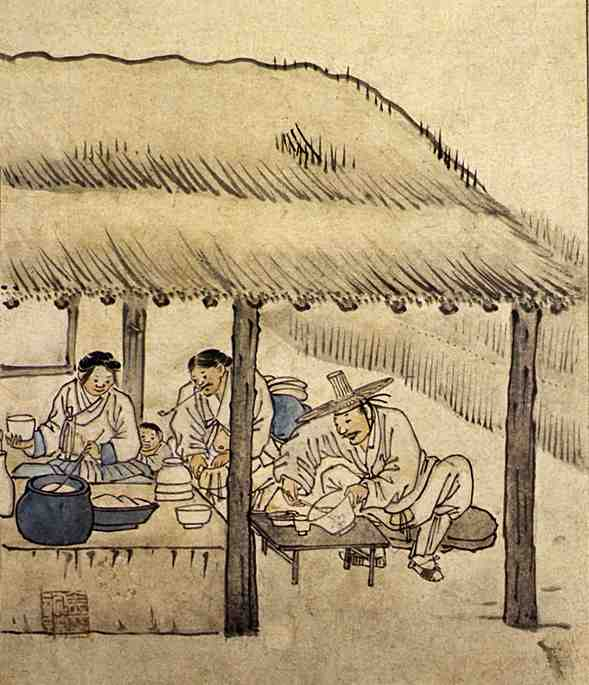
酒幕
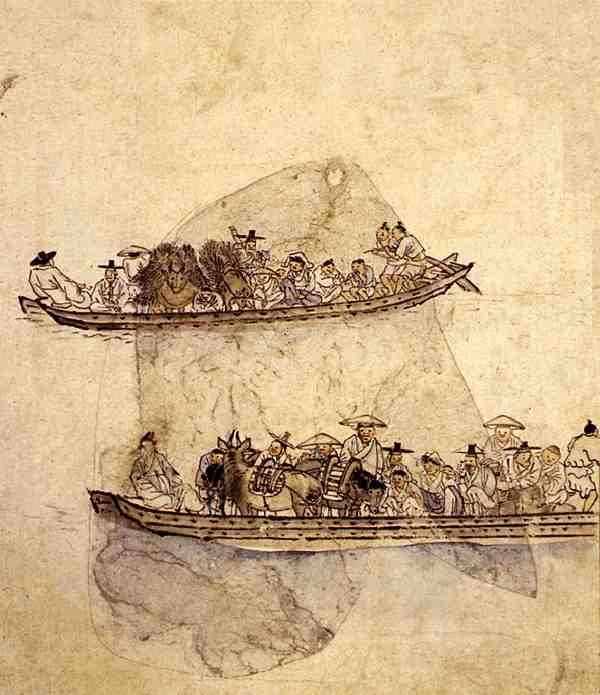
渡し舟
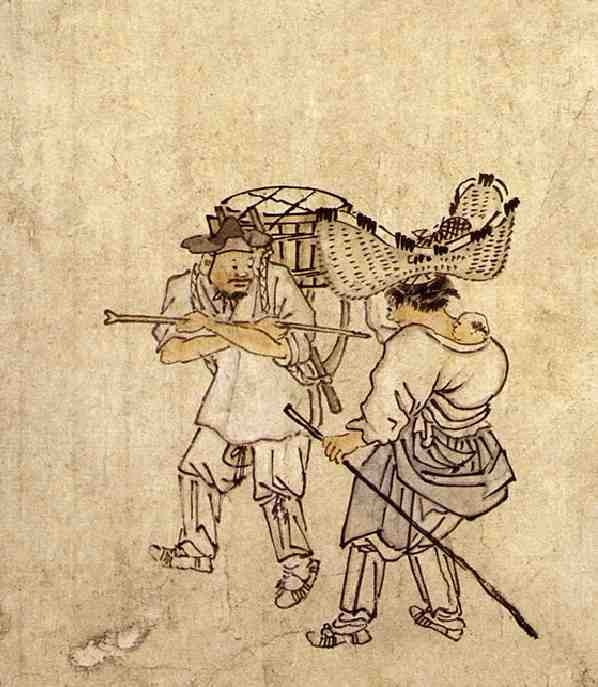
行商
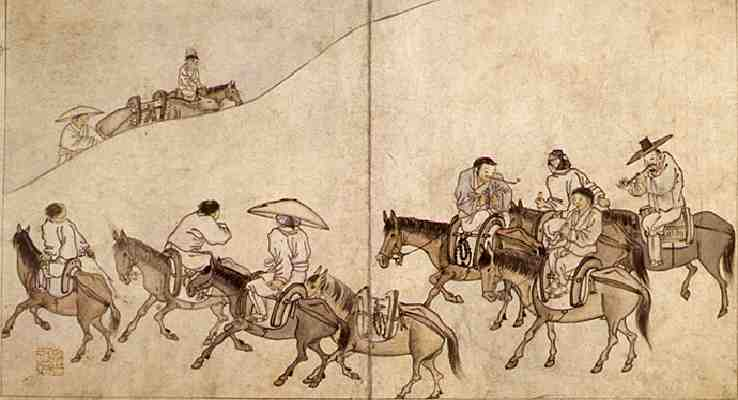
市場道
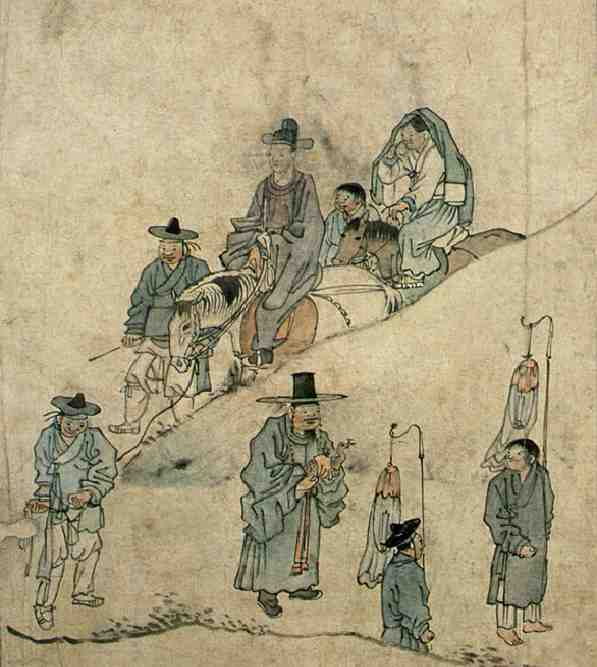
新行（花嫁の家に行く花婿）
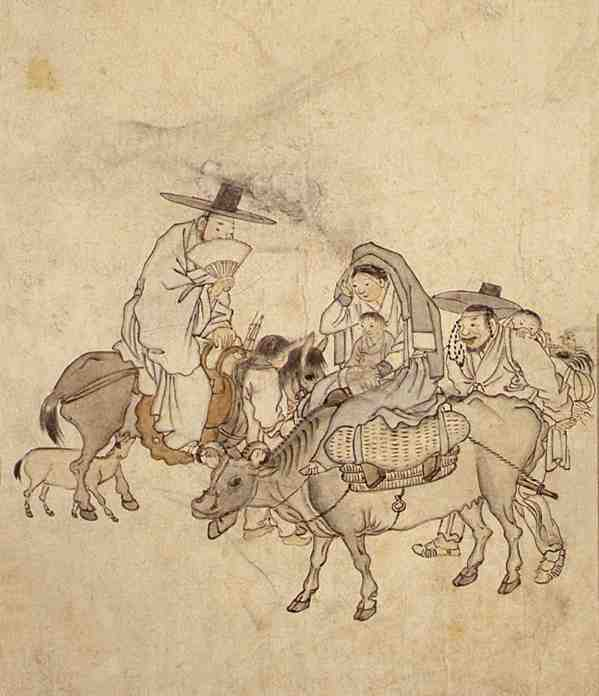
路上破顔
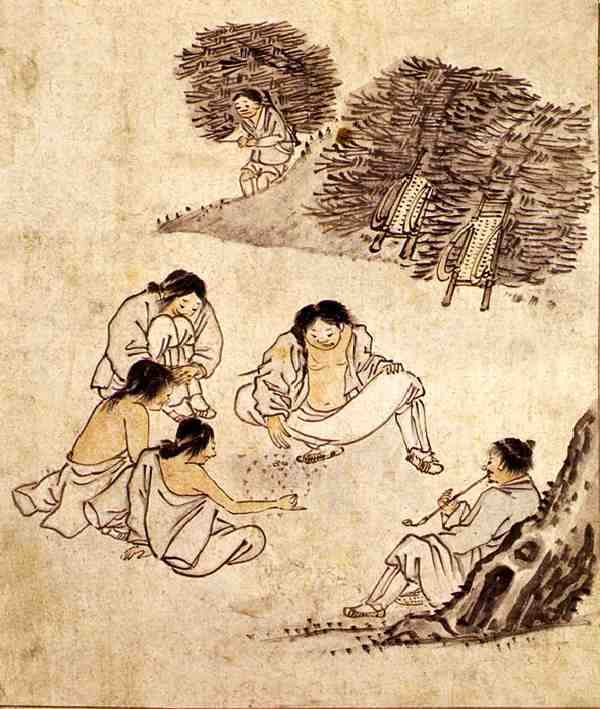
고누（ゲームの一種）
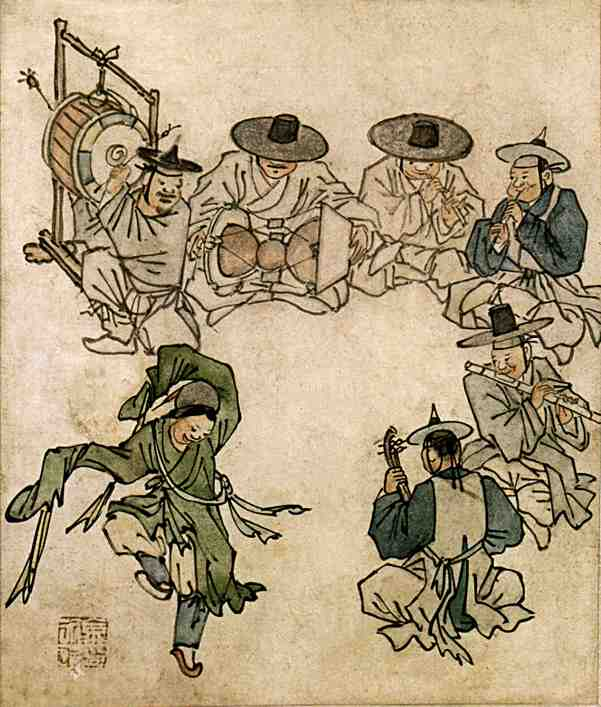
舞童
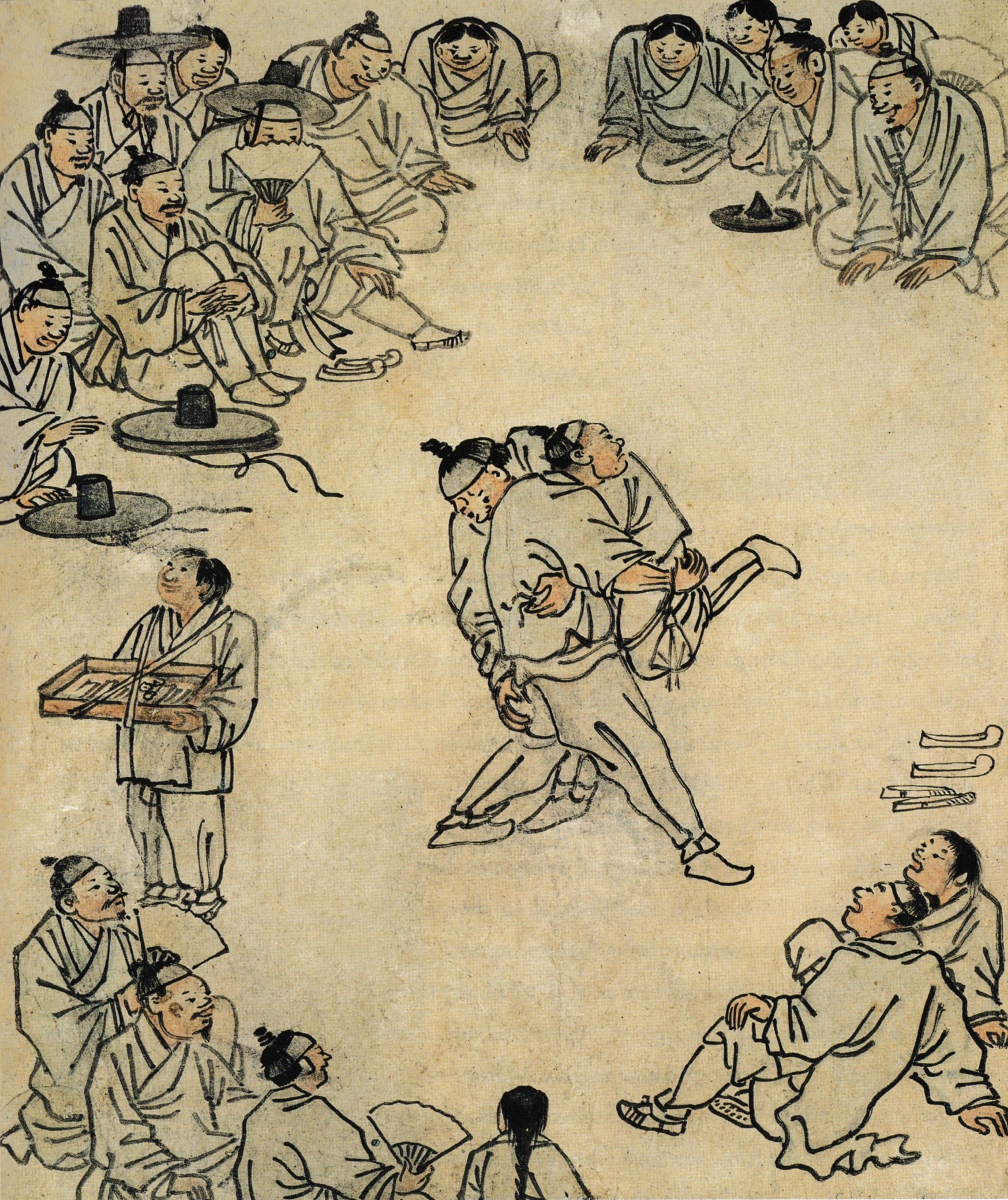
シルム
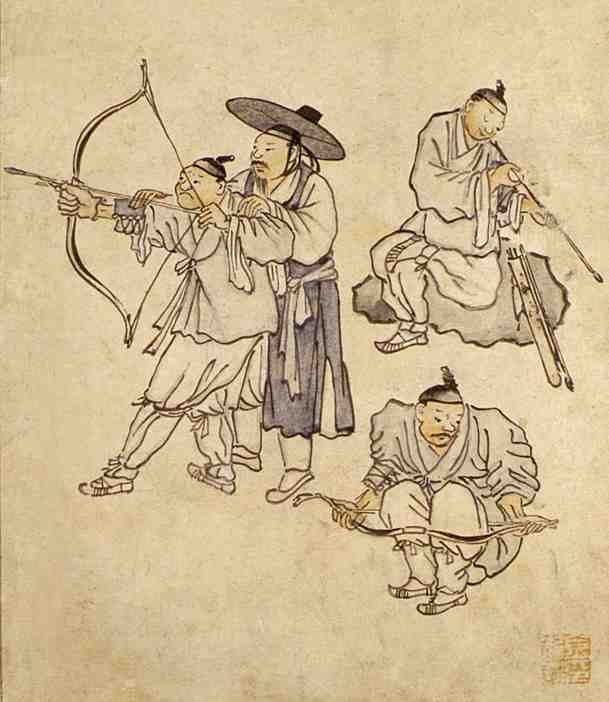
射弓
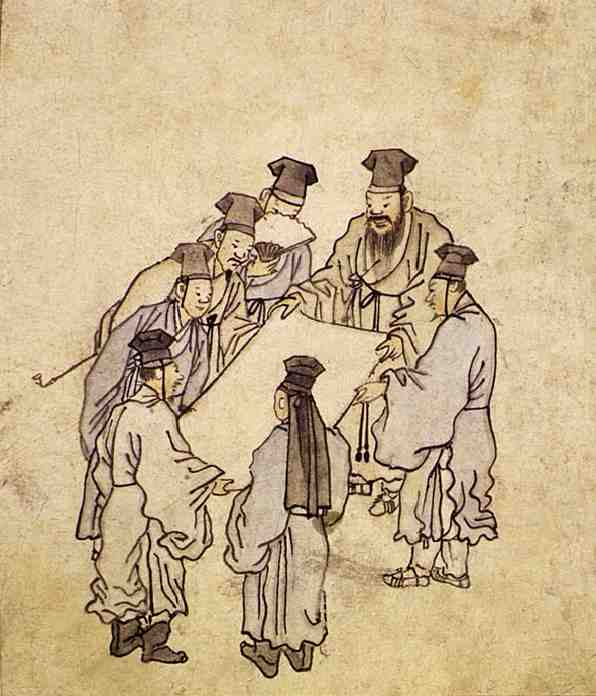
書画鑑賞
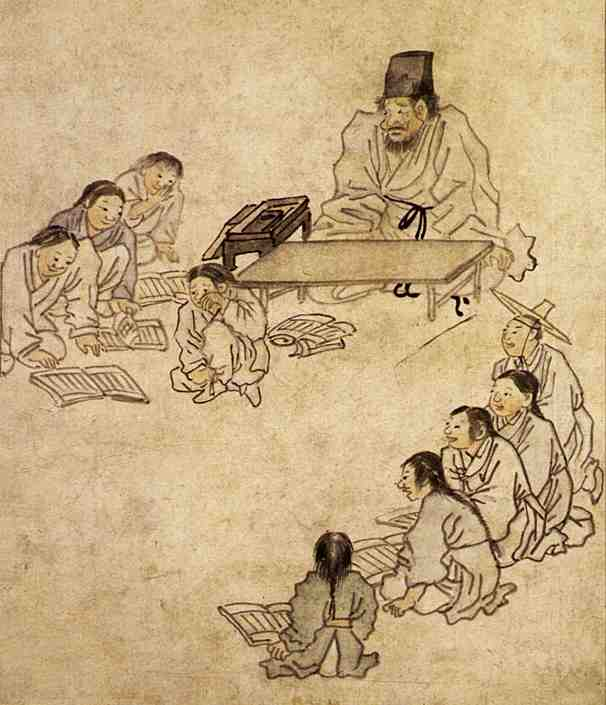
書堂